# Ctenitis paleolata
Ctenitis paleolata är en träjonväxtart som beskrevs av Edwin Bingham Copeland. Ctenitis paleolata ingår i släktet Ctenitis och familjen Dryopteridaceae. Inga underarter finns listade.